# Oduduwa Corona
L'Oduduwa Corona è una struttura geologica della superficie di Venere.